# Víctor Ocampo
Víctor Modesto Ocampo Vilaza (Montevidéu, 15 de junho de 1881 — 1 de junho de 1959) foi um músico, compositor, fotógrafo e pintor uruguaio conhecido entre seus familiares e amigos como Vito.

## Biografia
Nasceu no Barrio Sur de Montevidéu, na rua Carlos Gardel número 1017, antigamente chamada Isla de Flores. Seus avôs eram parte desse 25% que era a parcela de africanos e afro-uruguaios de Montevidéu daquela época. Eram, por parte de mãe, José Carril e Regina Berro e por parte de pai, Ángela Vilaza e Agustín Ocampo que foi um músico congolês, escravo que em seus primeiros anos em Montevidéu fazia parte da família do militar Manuel F. Ocampo. Agustín comprou sua alforria rapidamente e se instalou nos arredores da cidade amuralhada, no mesmo lugar onde seus descendentes vivem até os dias atuais, assim formando parte do grupo de vizinhos fundadores desse antigo bairro de Montevidéu.
Sua mãe, Juana Carril Berro, era passadeira de roupas e seu pai, León Ángel, era cocheiro e músico que dirigiu algumas das Sociedades de Negros e Salões de Nação, antigos agrupamentos de negros que funcionavam nesse bairro com a finalidade de manter vivos entre eles os costumes africanos e o candombe. Foi fundador da famosa comparsa Esclavos de Nyanza.
O menino Víctor Modesto frequentou a escola gratuita para homens Sociedad San Vicente de Paul. Desde pequeno se destacou na arte da música e do desenho. O professor italiano de retrato pictórico Juan Peluffo o ajudou em sua formação artística assim como o excepcional músico e militar afro-uruguaio José L. Pérez o ajudou no campo da música.

## Formação como fotógrafo
Buscando incrementar sua educação foi enviado à cidade de Buenos Aires na Argentina para terminar seus estudos. Ali começou trabalhando como aprendiz de laboratório em Fotografía Bixio para logo incorporar-se a famosa casa Fotografía Chandler onde junto ao artista e fotógrafo G.W Chandler aprendeu a arte de melhorar os retratos, especialmente o retoque dos negativos e a coloração dos retratos.
De volta em Montevidéu, fundou seu estúdio fotográfico Foto Rembrandt no piso superior da casa situada na rua San José, número 921, onde trabalhou até 1927.

## Obras
Foi compositor de dois tangos: "Queca" e "Te amo con delirio".
Suas pinturas foram repartidas entre familiares e vizinhos não sendo nenhuma conservada em instituições oficiais.